# Muhammad Ali Bogra
Mohammed Ali Bogra (Bogra (Brits-Indië), 19 oktober 1909 – Dhaka (Pakistan), 23 januari 1963) was een Pakistaans politicus. Hij was premier van Pakistan en diende op verschillende ministersposten.

## Levensloop
Bogra werd geboren in de deelstaat Bengalen (het huidige Bangladesh). Hij studeerde aan de Universiteit van Calcutta. Na zijn studie werd hij gekozen in het parlement van Bengalen. Daarna werd hij minister van Gezondheidszorg en later minister van Financiën. Bij de stichting van de staat Pakistan nam hij zitting in het parlement, maar na een meningsverschil met Mohammed Ali Jinnah, de eerste Gouverneur-generaal, werd hij overzee gestuurd om te dienen als ambassadeur in Birma, Canada en tot tweemaal toe in de Verenigde Staten.
In 1953 werd hij door Gouverneur-generaal Malik Ghulam Muhammad naar voren geschoven om Khawaja Nazimuddin te vervangen als premier. Op dat moment genoot hij weinig bekendheid in politieke kringen. Als premier ontwierp hij een plan voor een Tweekamerstelsel. Het Hogerhuis zou uit vijftig zetels bestaan, voor iedere deelstaat tien. Dat zou betekenen dat er 40 zetels voor politici uit West-Pakistan en 10 zetels voor politici uit Oost-Pakistan zouden zijn. Ook zou er een lagerhuis komen bestaande uit 300 zetels. Voor politici uit West-Pakistan zouden er 135 zetels beschikbaar komen en voor politici uit Oost-Pakistan zouden 165 zetels komen. Ook bevatte het plan een voorstel dat als de premier uit Oost-Pakistan kwam de president uit West-Pakistan afkomstig moest zijn, en andersom. Met deze voorstellen wilde hij iets doen aan de groeiende verdeeldheid tussen West- en Oost-Pakistan. (Na verschillende oorlogen zou Bangladesh zich uiteindelijk afsplitsen van Pakistan). Het plan was erg populair, maar werd door Muhammad om zeep geholpen toen hij in 1953 het parlement ontbond.
In 1955 werd Bogra door de nieuwe Gouverneur-generaal Iskandar Mirza gedwongen af te treden. Hij werd weer ambassadeur in de Verenigde Staten. In 1962 werd hij weer minister van Financiën. Dat bleef hij tot zijn dood in 1963.
Liaquat Ali Khan · Khawaja Nazimuddin · Muhammad Ali Bogra · Chaudhry Muhammad Ali · Huseyn Shaheed Suhrawardy · Ibrahim Ismail Chundrigar · Feroz Khan Noon · Mohammed Ayub Khan · Nurul Amin · Zulfikar Ali Bhutto · Muhammad Khan Junejo · Benazir Bhutto · Ghulam Mustafa Jatoi ·
Nawaz Sharif · Balakh Sher Mazari · Nawaz Sharif · Moeenuddin Ahmad Qureshi · Benazir Bhutto · Malik Meraj Khalid · Nawaz Sharif · Pervez Musharraf · Zafarullah Khan Jamali · Chaudhry Shujaat Hussain · Shaukat Aziz · Muhammad Mian Soomro · Yousaf Raza Gilani · Raja Pervez Ashraf ·
Mir Hazar Khan Khoso · Nawaz Sharif · Shahid Khaqan Abbasi · Nasirul Mulk · Imran Khan · Shehbaz Sharif · Anwar ul Haq Kakar · Shehbaz Sharif